# اچ‌ام‌اس آرگونات (اف۵۶)
اچ‌ام‌اس آرگونات (اف۵۶) (به انگلیسی: HMS Argonaut (F56)) یک کشتی بود که طول آن ۱۱۳٫۴ متر (۳۷۲ فوت) بود. این کشتی در سال ۱۹۶۶ ساخته شد.